# 우의정
우의정(右議政)은 의정부 3의정 가운데 하나로 조선 시대 정1품 벼슬로, 지금의 대법원장 격과 같거나 비슷한 직책에 속한다. 우상(右相), 우정승(右政丞) 등으로도 불렸다. 1414년(태종 14년) 의정부판사(議政府判事) 2명에서 좌·우의정으로 명칭이 바뀌면서 생겼다.

## 겸직
우의정은 대체로 판병조사(判兵曹事), 경연영사(經筵領事), 춘추관감사(春秋館監事), 홍문관영사(弘文館領事), 예문관영사(藝文館領事), 세자부(世子傅)와 비변사(備邊司)의 도제조(都提調)를 겸했다.

## 역대 우의정

### 태조
문하우시중
| 성명   | 취임                       | 퇴임                       | 비고 |
| ------ | -------------------------- | -------------------------- | ---- |
| 조준   | 태조 1년(1392년) 7월 28일  | 태조 1년(1392년) 12월 13일 |      |
| 김사형 | 태조 1년(1392년) 12월 13일 | -                          |      |

문하 우정승
| 성명   | 취임 | 퇴임                      | 비고 |
| ------ | ---- | ------------------------- | ---- |
| 김사형 | -    | 정종 1년(1399년) 12월 1일 |      |

### 정종
| 성명   | 취임                      | 퇴임                       | 비고                 |
| ------ | ------------------------- | -------------------------- | -------------------- |
| 성석린 | 정종 1년(1399년) 12월 1일 | 정종 2년(1400년) 3월 15일  | 좌정승에 임명됨      |
| 민제   | 정종 2년(1400년) 3월 15일 | 정종 2년(1400년) 9월 8일   | 좌정승에 임명됨      |
| 하륜   | 정종 2년(1400년) 9월 8일  | 태종 1년(1401년) 윤3월 1일 | 진산 부원군에 봉해짐 |

### 태종
우정승
| 성명   | 취임                        | 퇴임                        | 비고             |
| ------ | --------------------------- | --------------------------- | ---------------- |
| 이서   | 태종 1년(1401년) 윤3월 1일  | 태종 1년(1401년) 7월 13일   | 영의정부사가 됨  |
| 이무   | 태종 1년(1401년) 7월 13일   | 태종 3년(1403년) 4월 4일    | 단산 부원군이 됨 |
| 성석린 | 태종 3년(1403년)            | 태종 4년(1404년) 6월 6일    |                  |
| 이서   | 태종 4년(1404년) 6월 6일    | 태종 5년(1405년) 1월 15일   |                  |
| 조영무 | 태종 5년(1405년) 1월 15일   | 태종 7년(1407년) 7월 4일    |                  |
| 이무   | 태종 7년(1407년) 7월 4일    | 태종 9년(1409년) 7월 9일    |                  |
| 이서   | 태종 9년(1409년) 7월 9일    | 태종 9년(1409년) 8월 10일   |                  |
| 조영무 | 태종 9년(1409년) 8월 10일   | 태종 13년(1413년) 10월 16일 |                  |
| 남재   | 태종 13년(1413년) 10월 22일 | 태종 14년(1414년) 4월 17일  |                  |

판의정부사
| 성명 | 취임                       | 퇴임                       | 비고 |
| ---- | -------------------------- | -------------------------- | ---- |
| 이직 | 태종 14년(1414년) 4월 17일 | 태종 14년(1414년) 6월 12일 |      |

### 우의정
| 성명   | 취임                        | 퇴임                        | 비고 |
| ------ | --------------------------- | --------------------------- | ---- |
| 이직   | 태종 14년(1414년) 6월 12일  | 태종 15년(1415년) 5월 9일   |      |
| 유양   | 태종 15년(1415년) 6월 19일  | 태종 15년(1415년) 10월 28일 |      |
| 남재   | 태종 15년(1415년) 10월 28일 | 태종 16년(1416년) 5월 25일  |      |
| 박은   | 태종 16년(1416년) 5월 25일  | 태종 16년(1416년) 11월 2일  |      |
| 한상경 | 태종 16년(1416년) 11월 2일  | 태종 18년(1418년) 6월 5일   |      |
| 이원   | 태종 18년(1418년) 6월 5일   | 세종 3년(1421년) 12월 7일   |      |

### 세종
| 성명   | 취임                       | 퇴임                       | 비고 |
| ------ | -------------------------- | -------------------------- | ---- |
| 정탁   | 세종 3년(1421년) 12월 10일 | 세종 5년(1423년) 10월 21일 |      |
| 류관   | 세종 6년(1424년) 6월 20일  | 세종 8년(1426년) 1월 15일  |      |
| 조연   | 세종 8년(1426년) 1월 15일  | 세종 8년(1426년) 5월 13일  |      |
| 황희   | 세종 8년(1426년) 5월 13일  | 세종 9년(1427년) 1월 25일  |      |
| 맹사성 | 세종 9년(1427년) 1월 25일  | 세종 13년(1431년) 9월 3일  |      |
| 권진   | 세종 13년(1431년) 9월 3일  | 세종 15년(1433년) 5월 16일 |      |
| 최윤덕 | 세종 15년(1433년) 5월 16일 | 세종 17년(1435년) 2월 1일  |      |
| 노한   | 세종 17년(1435년) 2월 1일  | 세종 20년(1438년) 5월 19일 |      |
| 허조   | 세종 20년(1438년) 5월 19일 | 세종 21년(1439년) 6월 12일 |      |
| 신개   | 세종 21년(1439년) 6월 12일 | 세종 27년(1445년) 1월 24일 |      |
| 하연   | 세종 27년(1445년) 1월 24일 | 세종 29년(1447년) 6월 10일 |      |
| 황보인 | 세종 29년(1447년) 6월 10일 | 세종 31년(1449년) 10월 5일 |      |
| 남지   | 세종 31년(1449년) 10월 5일 | 문종 1년(1451년) 10월 17일 |      |

### 문종
| 성명   | 취임                        | 퇴임                          | 비고              |
| ------ | --------------------------- | ----------------------------- | ----------------- |
| 김종서 | 문종 원년(1451년) 10월 24일 | 단종 즉위년(1452년) 12월 11일 | 좌의정으로 임명됨 |

### 단종
| 성명 | 취임                          | 퇴임                         | 비고            |
| ---- | ----------------------------- | ---------------------------- | --------------- |
| 정분 | 단종 즉위년(1452년) 12월 11일 | 단종 원년(1453년) 10월 11일  |                 |
| 한확 | 단종 원년(1453년) 10월 15일   | 세조 원년(1455년) 윤6월 23일 | 좌의정에 임명됨 |

### 세조
| 성명   | 취임                        | 퇴임                          | 비고              |
| ------ | --------------------------- | ----------------------------- | ----------------- |
| 이사철 | 세조 원년 윤6월 23일        | 세조 2년(1456년) 10월 18일    | 좌의정으로 임명됨 |
| 정창손 | 세조 2년(1456년) 10월 18일  | 세조 3년(1457년) 1월 28일     | 좌의정에 임명됨   |
| 강맹경 | 세조 3년(1457년) 1월 28일   | 세조 4년(1458년) 12월 7일     | 좌의정에 임명됨   |
| 신숙주 | 세조 4년(1458년) 12월 7일   | 세조 5년(1459년) 11월 6일     | 좌의정에 임명됨   |
| 권람   | 세조 5년(1459년) 11월 6일   | 세조 5년(1459년) 11월 11일    |                   |
| 이인손 | 세조 5년(1459년) 11월 11일  | 세조 5년(1459년) 11월 15일    | 우의정으로 치사   |
| 권남   | 세조 5년(1459년) 11월 15일  | 세조 8년(1462년) 5월 20일     | 좌의정에 임명됨   |
| 한명회 | 세조 8년(1462년) 5월 20일   | 세조 9년(1463년) 8월 29일     | 좌의정에 임명됨   |
| 구치관 | 세조 9년(1463년) 8월 29일   | 세조 10년(1464년) 2월 23일    | 좌의정에 임명됨   |
| 황수신 | 세조 10년(1464년) 2월 23일  | 세조 12년(1466년) 4월 18일    | 좌의정에 임명됨   |
| 박원형 | 세조 12년(1466년) 4월 18일  | 세조 12년(1466년) 10월 19일   | 연성군에 봉해짐   |
| 황수신 | 세조 12년(1466년) 10월 19일 | 세조 13년(1467년) 4월 6일     | 영의정에 임명됨   |
| 최항   | 세조 13년(1467년) 4월 6일   | 세조 13년(1467년) 5월 20일    | 좌의정에 임명됨   |
| 홍윤성 | 세조 13년(1467년) 5월 20일  | 세조 13년(1467년) 9월 20일    | 인산군에 봉해짐   |
| 강순   | 세조 13년(1467년) 5월 20일  | 세조 14년(1468년) 7월 17일    | 산양군에 봉해짐   |
| 김질   | 세조 14년(1468년) 7월 17일  | 예종 즉위년(1468년) 12월 20일 | 좌의정에 임명됨   |

### 예종
| 성명   | 취임                          | 퇴임                        | 비고              |
| ------ | ----------------------------- | --------------------------- | ----------------- |
| 윤사분 | 예종 즉위년(1468년) 12월 20일 | 예종 1년(1469년) 윤2월 10일 | 중추부 판사가 됨  |
| 윤자운 | 예종 1년(1469년) 윤2월 10일   | 예종 1년(1469년) 8월 22일   | 좌의정에 임명됨   |
| 김국광 | 예종 1년(1469년) 8월 22일     | 성종 1년(1470년) 4월 6일    | 좌의정으로 임명됨 |

### 성종
| 성명   | 취임                        | 퇴임                        | 비고 |
| ------ | --------------------------- | --------------------------- | ---- |
| 한백륜 | 성종 1년(1470년) 4월 6일    | 성종 2년(1471년) 10월 23일  |      |
| 성봉조 | 성종 2년(1471년) 10월 23일  | 성종 5년(1474년) 8월 17일   |      |
| 김질   | 성종 5년(1474년) 8월 17일   | 성종 6년(1475년) 7월 1일    |      |
| 윤사흔 | 성종 6년(1475년) 7월 1일    | 성종 7년(1476년) 8월 11일   |      |
| 윤자운 | 성종 7년(1476년) 8월 11일   | 성종 9년(1478년) 5월 14일   |      |
| 김국광 | 성종 9년(1478년) 6월 2일    | 성종 9년(1478년) 6월 3일    |      |
| 윤필상 | 성종 9년(1478년) 11월 17일  | 성종 10년(1479년) 8월 1일   |      |
| 홍응   | 성종 10년(1479년) 8월 1일   | 성종 16년(1485년) 3월 28일  |      |
| 이극배 | 성종 16년(1485년) 3월 28일  | 성종 18년(1487년) 9월 28일  |      |
| 노사신 | 성종 18년(1487년) 9월 28일  | 성종 23년(1492년) 5월 19일  |      |
| 허종   | 성종 23년(1492년) 5월 19일  | 성종 24년(1493년) 2월 14일  |      |
| 윤호   | 성종 24년(1493년) 4월 19일  | 성종 25년(1494년) 10월 25일 |      |
| 신승선 | 성종 25년(1494년) 11월 25일 | 연산 1년(1495년) 3월 20일   |      |

### 연산군
| 성명   | 취임                           | 퇴임                            | 비고 |
| ------ | ------------------------------ | ------------------------------- | ---- |
| 정괄   | 연산군 1년(1495년) 3월 20일    | 연산군 1년(1495년) 10월 4일     |      |
| 어세겸 | 연산군 1년(1495년) 10월 16일   | 연산군 2년(1496년) 2월 4일      |      |
| 정문형 | 연산군 2년(1496년) 2월 4일     | 연산군 2년(1496년) 3월 4일      |      |
| 한치형 | 연산군 2년(1496년) 9월 11일    | 연산군 4년(1498년) 7월 28일     |      |
| 성준   | 연산군 4년(1498년) 7월 28일    | 연산군 6년(1500년) 4월 11일     |      |
| 이극균 | 연산군 6년(1500년) 4월 11일    | 연산군 9년(1503년) 1월 4일      |      |
| 류순   | 연산군 9년(1503년) 1월 4일     | 연산군 10년(1504년) 4월 5일     |      |
| 허침   | 연산군 10년(1504년) 4월 5일    | 연산군 10년(1504년) 윤4월 13일? |      |
| 박숭질 | 연산군 10년(1504년) 윤4월 13일 | 연산군 11년(1505년) 6월 4일?    |      |
| 강귀손 | 연산군 11년(1505년) 6월 4일    | 연산군 11년(1505년) 8월 17일    |      |
| 신수근 | 연산군 11년(1505년) 8월 17일   | 연산군 12년(1506년) 7월 17일?   |      |
| 김수동 | 연산군 12년(1506년) 7월 23일   | -                               |      |

### 중종
| 성명   | 취임                         | 퇴임                        | 비고 |
| ------ | ---------------------------- | --------------------------- | ---- |
| 김수동 | -                            | 중종 1년(1506년) 9월 13일   |      |
| 박원종 | 중종 1년(1506년) 9월 13일    | 중종 1년(1506년) 10월 11일  |      |
| 유순정 | 중종 1년(1506년) 10월 11일   | 중종 4년(1509년) 윤9월 27일 |      |
| 성희안 | 중종 4년(1509년) 윤9월 27일  | 중종 7년(1512년) 10월 7일   |      |
| 송질   | 중종 7년(1512년) 10월 7일    | 중종 8년(1513년) 4월 2일    |      |
| 정광필 | 중종 8년(1513년) 4월 15일    | 중종 8년(1513년) 10월 27일  |      |
| 김응기 | 중종 8년(1513년) 10월 27일   | 중종 11년(1516년) 4월 9일   |      |
| 신용개 | 중종 11년(1516년) 4월 20일   | 중종 13년(1518년) 1월 5일   |      |
| 안당   | 중종 13년(1518년) 5월 15일   | 중종 14년(1519년) 11월 20일 |      |
| 김전   | 중종 14년(1519년) 11월 20일  | 중종 14년(1519년) 12월 17일 |      |
| 이유청 | 중종 14년(1519년) 12월 17일  | 중종 18년(1523년) 4월 18일  |      |
| 권균   | 중종 18년(1523년) 윤4월 14일 | 중종 21년(1526년) 9월 16일  |      |
| 이항   | 중종 22년(1527년) 1월 18일   | 중종 22년(1527년) 1월 20일  |      |
| 심정   | 중종 22년(1527년) 1월 20일   | 중종 22년(1527년) 10월 21일 |      |
| 이행   | 중종 22년(1527년) 10월 21일  | 중종 25년(1530년) 12월 6일  |      |
| 장순손 | 중종 26년(1531년) 1월 11일   | 중종 26년(1531년) 11월 25일 |      |
| 한효원 | 중종 26년(1531년) 11월 25일  | 중종 28년(1533년) 5월 28일  |      |
| 김근사 | 중종 28년(1533년) 6월 5일    | 중종 29년(1534년) 11월 20일 |      |
| 김안로 | 중종 29년(1534년) 11월 21일  | 중종 30년(1535년) 3월 26일  |      |
| 윤은보 | 중종 30년(1535년) 3월 26일   | 중종 32년(1537년) 10월 26일 |      |
| 류부   | 중종 32년(1537년) 10월 26일  | 중종 32년(1537년) 11월 2일  |      |
| 홍언필 | 중종 32년(1537년) 11월 2일   | 중종 32년(1537년) 12월 9일  |      |
| 김극성 | 중종 32년(1537년) 12월 21일  | 중종 35년(1540년) 4월 5일   |      |
| 윤인경 | 중종 35년(1540년) 8월 27일   | -                           |      |

### 인종
| 성명   | 취임                       | 퇴임                       | 비고 |
| ------ | -------------------------- | -------------------------- | ---- |
| 윤인경 | -                          | 인종 1년(1545년) 1월 13일  |      |
| 이기   | 인종 1년(1545년) 1월 13일  | 인종 1년(1545년) 1월 18일  |      |
| 류관   | 인종 1년(1545년) 1월 19일  | 인종 1년(1545년) 윤1월 6일 |      |
| 성세창 | 인종 1년(1545년) 윤1월 6일 | -                          |      |

### 명종
| 성명   | 취임                          | 퇴임                          | 비고               |
| ------ | ----------------------------- | ----------------------------- | ------------------ |
| 성세창 | -                             | 명종 즉위년(1545년) 8월 23일  |                    |
| 이기   | 명종 즉위년(1545년) 8월 23일  | 명종 즉위년(1545년) 10월 10일 | 좌의정이 임명됨    |
| 정순붕 | 명종 즉위년(1545년) 10월 10일 | 명종 3년(1548년) 4월 21일     | 사망               |
| 황헌   | 명종 3년(1548년) 7월 15일     | 명종 3년(1548년) 12월 28일    | 좌의정에 임명됨    |
| 심연원 | 명종 3년(1548년) 12월 28일    | 명종 4년(1549년) 9월 18일     | 좌의정에 임명됨    |
| 상진   | 명종 4년(1549년) 9월 18일     | 명종 6년(1551년) 8월 23일     | 좌의정에 임명됨    |
| 윤원형 | 명종 6년(1551년) 9월 15일     | 명종 6년(1551년) 9월 18일     |                    |
| 윤개   | 명종 6년(1551년) 9월 29일     | 명종 13년(1558년) 5월 29일    | 좌의정에 임명됨    |
| 윤원형 | 명종 13년(1558년) 5월 29일    | 명종 13년(1558년) 10월 7일    | 병으로 면직을 청함 |
| 안현   | 명종 13년(1558년) 10월 24일   | 명종 13년(1558년) 11월 23일   | 좌의정에 임명됨    |
| 이준경 | 명종 13년(1558년) 11월 23일   | 명종 15년(1560년) 6월 11일    | 좌의정에 임명됨    |
| 심통원 | 명종 15년(1560년) 6월 11일    | 명종 19년(1564년) 4월 17일    | 좌의정에 임명됨    |
| 이명   | 명종 19년(1564년) 4월 17일    | 명종 21년(1566년) 1월 12일    | 좌의정에 임명됨    |
| 권철   | 명종 21년(1566년) 1월 12일    | -                             | 좌의정에 임명됨    |

### 선조
| 성명           | 취임                         | 퇴임                          | 비고            |
| -------------- | ---------------------------- | ----------------------------- | --------------- |
| 권철(權轍)     | -                            | 선조 즉위년(1567년) 10월 30일 | 좌의정에 임명됨 |
| 민기(閔箕)     | 선조 즉위년(1567년) 10월 5일 | 선조 1년(1568년) 4월 1일      |                 |
| 홍섬(洪暹)     | 선조 1년(1568년) 4월 1일     | 선조 4년(1571년) 5월 1일      |                 |
| 오겸(吳謙)     | 선조 4년(1571년) 5월 1일     | 선조 4년(1571년) 5월 1일      | 사양하다        |
| 이탁(李鐸)     | 선조 4년(1571년) 5월 1일     | 선조 5년(1572년) 6월 1일      |                 |
| 정대년(鄭大年) | 선조 5년(1572년) 6월 1일     | 선조 5년(1572년) 7월 1일      | 사양하다        |
| 박순(朴淳)     | 선조 5년(1572년) 7월 1일     | 선조 6년(1573년) 2월 1일      |                 |
| 노수신(盧守愼) | 선조 6년(1573년) 2월 1일     | 선조 11년(1578년) 11월 1일    |                 |
| 강사상(姜士尙) | 선조 11년(1578년) 11월 1일   | 선조 14년(1581년) 9월 1일     |                 |
| 정유길(鄭惟吉) | 선조14년(1581년) 9월 1일     | 선조 14년(1581년) 10월 1일    |                 |
| 김귀영(金貴榮) | 선조 14년(1581년) 10월 1일   | 선조 14년(1581년) 11월 1일    |                 |
| 정지연(鄭芝衍) | 선조 14년(1581년) 11월 1일   | 선조 16년(1583년) 8월 1일     |                 |
| 정유길         | 선조 16년(1583년) 8월 1일    | 선조 16년(1583년) 11월 1일    |                 |
| 노수신         | 선조 16년(1583년) 11월 1일   | 선조 18년(1585년) 5월 1일     |                 |
| 류전(柳㙉)     | 선조 18년(1585년) 5월 1일    | 선조 21년(1588년) 10월 1일    |                 |
| 이산해(李山海) | 선조 21년(1588년) 10월 1일   | 선조 22년(1589년) 2월 1일     |                 |
| 정언신(鄭彦信) | 선조 22년(1589년) 2월 1일    | 선조 22년(1589년) 11월 1일    |                 |
| 정철(鄭澈)     | 선조 22년(1589년) 11월 1일   | 선조 23년(1590년) 2월?        |                 |
| 심수경(沈守慶) | 선조 23년(1590년) 2월?       | 선조 23년(1590년) 3월 1일     |                 |
| 류성룡(柳成龍) | 선조 23년(1590년) 3월 1일    | 선조 24년(1591년) 2월 1일     |                 |
| 이양원(李陽元) | 선조 24년(1591년) 2월 1일    | 선조 25년(1592년) 5월 1일     |                 |
| 윤두수(尹斗壽) | 선조 25년(1592년) 5월 1일    | 선조 25년(1592년) 5월 1일     |                 |
| 유홍(兪泓)     | 선조 25년(1592년) 5월 1일    | 선조 27년(1594년) 11월 1일    |                 |
| 김응남(金應南) | 선조 27년(1594년) 11월 1일   | 선조 28년(1595년) 2월 1일     |                 |
| 정탁(鄭琢)     | 선조 28년(1595년) 2월 1일    | 선조 28년(1595년) 3월 1일     |                 |
| 이원익(李元翼) | 선조 28년(1595년) 6월 1일    | 선조 31년(1598년) 4월 1일     |                 |
| 이덕형(李德馨) | 선조 31년(1598년) 4월 1일    | 선조 31년(1598년) 9월 1일     |                 |
| 이항복(李恒福) | 선조 31년(1598년) 9월 1일    | 선조 32년(1599년) 8월 1일     |                 |
| 이헌국(李憲國) | 선조 32년(1599년) 8월 1일    | 선조 33년(1600년) 6월 1일     |                 |
| 김명원(金命元) | 선조 33년(1600년) 6월 1일    | 선조 34년(1601년) 5월 1일     |                 |
| 윤승훈(尹承勳) | 선조 34년(1601년) 5월 1일    | 선조 35년(1602년) 윤2월 26일  |                 |
| 유영경(柳永慶) | 선조 35년(1602년) 윤2월 26일 | 선조 37년(1604년) 5월 1일     |                 |
| 기자헌(奇自獻) | 선조 37년(1604년) 5월 1일    | 선조 37년(1604년) 12월 1일    |                 |
| 심희수(沈喜壽) | 선조 37년(1604년) 12월 1일   | 선조 39년(1606년) 7월 1일     |                 |
| 허욱(許頊)     | 선조 39년(1606년) 7월 1일    | 선조 39년(1606년) 10월 1일    |                 |
| 한응인(韓應寅) | 선조 39년(1606년) 10월 1일   | -                             |                 |

### 광해군
| 성명           | 취임                        | 퇴임                          | 비고 |
| -------------- | --------------------------- | ----------------------------- | ---- |
| 한응인         | -                           | 광해군 즉위년(1608년) 3월 5일 |      |
| 심희수(沈喜壽) | 광해 즉위년(1608년) 3월 6일 | 광어 3년(1611년) 7월 23일     |      |
| 이항복(李恒福) | 광해 3년(1611년) 8월 24일   | 광군 4년(1612년) 9월 5일      |      |
| 정인홍(鄭仁弘) | 광해 4년(1612년) 9월 5일    | 광해 5년(1613년) 4월 25일     |      |
| 정인홍(鄭仁弘) | 광해 5년(1613년) 9월 25일   | 광해군 6년(1614년) 1월 19일   |      |
| 정창연(鄭昌衍) | 광해 6년(1614년) 1월 19일   | 광해 8년(1616년) 4월 9일      |      |
| 한효순(韓孝純) | 광견군 8년(1616년) 10월 5일 | 광해 10년(1618년) 1월 18일    |      |
| 민몽룡(閔夢龍) | 광군 10년(1618년) 1월 18일  | 광군 10년(1618년) 6월 8일     |      |
| 박승종(朴承宗) | 광해 10년(1618년) 6월 8일   | 광해 10년(1618년) 8월 5일     |      |
| 박홍구(朴弘耉) | 광해 10년(1618년) 8월 5일   | 광해 11년(1619년) 3월 13일    |      |
| 조정(趙挺)     | 광해 11년(1619년) 3월 13일  | -                             |      |

### 인조
| 성명           | 취임                         | 퇴임                       | 비고 |
| -------------- | ---------------------------- | -------------------------- | ---- |
| 조정           | -                            | 인조 1년(1623년) 4월 5일   |      |
| 윤방(尹昉)     | 인조 1년(1623년) 4월 23일    | 인조 1년(1623년) 7월 ??일  |      |
| 신흠(申欽)     | 인조 1년(1623년) 7월 29일    | 인조 4년(1626년) 9월 24일  |      |
| 오윤겸(吳允謙) | 인조 4년(1626년) 10월 2일    | 인조 5년(1627년) 9월 4일   |      |
| 김류(金瑬)     | 인조 5년(1627년) 9월 4일     | 인조 6년(1628년) 7월 18일  |      |
| 이정구(李廷龜) | 인조 6년(1628년) 7월 18일    | 인조 9년(1631년) 5월 3일?  |      |
| 김상용(金尙容) | 인조 10년(1632년) 1월 19일   | 인조 11년(1633년) 5월 18일 |      |
| 김류           | 인조 11년(1633년) 9월 19일   | 인조 12년(1634년) 8월 10일 |      |
| 김상용         | 인조 12년(1634년) 9월 11일   | 인조 13년(1635년) 6월 12일 |      |
| 홍서봉(洪瑞鳳) | 인조 14년(1636년) 1월 12일   | 인조 14년(1636년) 5월 22일 |      |
| 이홍주(李弘冑) | 인조 14년(1636년) 5월 22일   | 인조 15년(1637년) 1월 29일 |      |
| 이성구(李聖求) | 인조 15년(1637년) 1월 29일   | 인조 15년(1637년) 4월 9일  |      |
| 최명길(崔鳴吉) | 인조 15년(1637년) 4월 9일    | 인조 15년(1637년) 7월 7일  |      |
| 장유(張維)     | 인조 15년(1637년) 7월 11일   | 인조 15년(1637년) 11월 5일 |      |
| 신경진(申景禛) | 인조 15년(1637년) 11월 7일   | 인조 16년(1638년) 9월      |      |
| 심열(沈悅)     | 인조 16년(1638년) 9월 15일   | 인조 18년(1640년) 1월 24일 |      |
| 강석기(姜碩期) | 인조 18년(1640년) 윤1월 20일 | 인조 20년(1642년) 2월 18일 |      |
| 심기원(沈器遠) | 인조 20년(1642년) 10월 13일  | 인조 21년(1643년)          |      |
| 김자점(金自點) | 인조 21년(1643년) 5월 6일    | 인조 21년(1643년) 12월 5일 |      |
| 이경여(李敬輿) | 인조 21년(1643년) 12월 5일   | 인조 22년(1644년) 7월 2일  |      |
| 심열           | 인조 22년(1644년) 7월 2일    | 인조 22년(1644년) 8월 26일 |      |
| 서경우(徐景雨) | 인조 22년(1644년) 9월 5일    | 인조 23년(1645년) 2월 3일  |      |
| 심열           | 인조 23년(1645년) 2월 3일    | 인조 23년(1645년) 4월 13일 |      |
| 이경석(李景奭) | 인조 23년(1645년) 9월 3일    | 인조 24년(1646년) 3월 26일 |      |
| 남이웅(南以雄) | 인조 24년(1646년) 3월 27일   | 인조 25년(1647년) 12월 8일 |      |
| 이행원(李行遠) | 인조 25년(1647년) 12월 10일  | 인조 26년(1648년) 4월 16일 |      |
| 남이웅         | 인조 26년(1648년)            | 인조 26년(1648년) 7월 18일 |      |
| 정태화(鄭太和) | 인조 27년(1649년) 1월 11일   | -                          |      |

### 효종
| 성명           | 취임                         | 퇴임                         | 비고               |
| -------------- | ---------------------------- | ---------------------------- | ------------------ |
| 정태화         | -                            | 효종 즉위년(1649년) 8월 20일 |                    |
| 조익(趙翼)     | 효종 즉위년(1649년) 8월 20일 | 효종 즉위년(1649년) 9월 1일  |                    |
| 김육(金堉)     | 효종 즉위년(1649년) 9월 1일  | 효종 1년(1650년) 1월 25일    |                    |
| 조익           | 효종 1년(1650년) 3월 2일     | 효종 1년(1650년) 8월 29일    |                    |
| 이시백(李時白) | 효종 1년(1650년) 8월 29일    | 효종 1년(1650년) 12월 30일   |                    |
| 한흥일(韓興一) | 효종 2년(1651년) 1월 11일    | 효종 2년(1651년) 10월 9일    |                    |
| 이시백         | 효종 2년(1651년) 12월        | 효종 4년(1653년) 10월 6일    |                    |
| 구인후(具仁垕) | 효종 4년(1653년) 10월 20일   | 효종 5년(1654년) 7월         |                    |
| 심지원(沈之源) | 효종 5년(1654년) 7월 2일     | 효종 7년(1656년) 12월 30일   |                    |
| 원두표(元斗杓) | 효종 7년(1656년) 12월 30일   | 효종 8년(1657년)             |                    |
| 이후원(李厚源) | 효종 8년(1657년) 9월 2일     | 효종 9년(1658년) 2월 10일    | 병으로 면직을 청함 |
| 이후원         | 효종 9년(1658년) 7월 8일     | 효종 9년(1658년)             |                    |
| 원두표         | 효종 10년(1659년) 3월 25일   | 효종 10년(1659년) 4월 8일    | 병으로 면직을 청함 |

### 현종
| 성명           | 취임                        | 퇴임                        | 비고 |
| -------------- | --------------------------- | --------------------------- | ---- |
| 정유성(鄭維城) | 현종 즉위년(1659년) 6월 5일 | 현종 1년(1660년) 4월 3일    |      |
| 원두표         | 현종 1년(1660년) 4월 10일   | 현종 3년(1662년) 4월 24일   |      |
| 정유성         | 현종 3년(1662년) 4월 24일   | 현종 4년(1663년) 10월 14일  |      |
| 홍명하(洪命夏) | 현종 4년(1663년) 10월 29일  | 현종 5년(1664년) 9월        |      |
| 허적(許積)     | 현종 5년(1664년) 9월 3일    | 현종 8년(1667년) 3월        |      |
| 정치화(鄭致和) | 현종 8년(1667년) 3월 19일   | 현종 9년(1668년) 2월 24일   |      |
| 송시열(宋時烈) | 현종 9년(1668년) 2월 24일   | 현종 9년(1668년) 12월 3일   |      |
| 홍중보(洪重普) | 현종 10년(1669년) 12월 27일 | 현종 12년(1671년) 4월 20일  |      |
| 송시열         | 현종 12년(1671년) 5월 13일  | 현종 13년(1672년) 5월 16일  |      |
| 김수항(金壽恒) | 현종 13년(1672년) 5월 16일  | 현종 13년(1672년) 11월 30일 |      |
| 이경억(李慶億) | 현종 13년(1672년) 11월 30일 | 현종 14년(1673년) 4월       |      |
| 김수흥(金壽興) | 현종 14년(1673년) 4월 24일  | 현종 15년(1674년) 4월 26일  |      |
| 이완(李浣)     | 현종 15년(1674년) 4월 26일  | 현종 15년(1674년) 6월 14일  |      |
| 정지화(鄭知和) | 현종 15년(1674년) 7월 26일  | -                           |      |

### 숙종
| 성명           | 취임                         | 퇴임                          | 비고 |
| -------------- | ---------------------------- | ----------------------------- | ---- |
| 정지화(鄭知和) | -                            | 숙종 즉위년(1674년) 10월 20일 |      |
| 김수항(金壽恒) | 숙종 즉위년(1674년) 11월 2일 | 숙종 1년(1675년) 2월 18일     |      |
| 권대운(權大運) | 숙종 1년(1675년) 2월 18일    | 숙종 1년(1675년) 6월 23일     |      |
| 허목(許穆)     | 숙종 1년(1675년) 6월 23일    | 숙종 4년(1678년) 윤3월 4일    |      |
| 민희(閔熙)     | 숙종 4년(1678년) 윤3월 24일  | 숙종 5년(1679년)              |      |
| 오시수(吳始壽) | 숙종 5년(1679년) 6월 29일    | 숙종 6년(1680년) 3월 30일     |      |
| 민정중(閔鼎重) | 숙종 6년(1680년) 4월 29일    | 숙종 6년(1680년) 10월 12일    |      |
| 이상진(李尙眞) | 숙종 6년(1680년) 10월 12일   | 숙종 8년(1682년) 5월 13일     |      |
| 김석주(金錫冑) | 숙종 8년(1682년) 5월 18일    | 숙종 9년(1683년)?             |      |
| 남구만(南九萬) | 숙종 10년(1684년) 1월 12일   | 숙종 11년(1685년) 5월 18일    |      |
| 정재숭(鄭載嵩) | 숙종 11년(1685년) 5월 18일   | 숙종 12년(1686년) 8월 14일    |      |
| 이단하(李端夏) | 숙종 12년(1686년) 9월 2일    | 숙종 13년(1687년) 5월 1일     |      |
| 조사석(趙師錫) | 숙종 13년(1687년) 5월 1일    | 숙종 13년(1687년) 7월 24일    |      |
| 이숙(李䎘)     | 숙종 13년(1687년) 7월 25일   | 숙종 14년(1688년) 5월 2일     |      |
| 여성제(呂聖齊) | 숙종 14년(1688년) 5월 19일   | 숙종 14년(1688년) 11월 3일    |      |
| 여성제         | 숙종 15년(1689년) 1월 16일   | 숙종 15년(1689년) 1월 27일    |      |
| 목내선(睦來善) | 숙종 15년(1689년) 1월 27일   | 숙종 15년(1689년) 2월 2일     |      |
| 김덕원(金德遠) | 숙종 15년(1689년) 2월 2일    | 숙종 15년(1689년) 5월 15일    |      |
| 김덕원         | 숙종 15년(1689년) 5월 22일   | 숙종 17년(1691년) 1월         |      |
| 민암(閔黯)     | 숙종 17년(1691년) 1월 11일   | 숙종 20년(1694년) 4월 1일     |      |
| 윤지완(尹趾完) | 숙종 20년(1694년) 4월 27일   | 숙종 20년(1694년) 12월 20일   |      |
| 유상운(柳尙運) | 숙종 21년(1695년) 1월 12일   | 숙종 21년(1695년) 2월 12일    |      |
| 신익상(申翼相) | 숙종 21년(1695년) 2월 12일   | 숙종 22년(1696년) 6월 25일    |      |
| 윤지선(尹趾善) | 숙종 22년(1696년) 6월 27일   | 숙종 22년(1696년) 8월 11일    |      |
| 서문중(徐文重) | 숙종 22년(1696년) 8월 11일   | 숙종 22년(1696년) 10월 4일    |      |
| 최석정(崔錫鼎) | 숙종 23년(1697년) 3월 12일   | 숙종 24년(1698년) 6월 6일     |      |
| 이세백(李世白) | 숙종 24년(1698년) 7월 8일    | 숙종 26년(1700년) 1월 16일    |      |
| 민진장(閔鎭長) | 숙종 26년(1700년) 1월 16일   | 숙종 26년(1700년) 3월 16일    |      |
| 신완(申琓)     | 숙종 26년(1700년) 5월 16일   | 숙종 29년(1703년) 8월 6일     |      |
| 김구(金構)     | 숙종 29년(1703년) 8월 6일    | 숙종 30년(1704년) 1월 9일     |      |
| 이유(李濡)     | 숙종 30년(1704년) 7월 8일    | 숙종 31년(1705년) 11월 28일   |      |
| 서종태(徐宗泰) | 숙종 31년(1705년) 11월 29일  | 숙종 32년(1706년) 2월 3일     |      |
| 김창집(金昌集) | 숙종 32년(1706년) 2월 3일    | 숙종 32년(1706년)             |      |
| 이이명(李頣命) | 숙종 32년(1706년) 10월 13일  | 숙종 33년(1707년) 9월 10일    |      |
| 서종태         | 숙종 33년(1707년) 10월 12일  | 숙종 34년(1708년) 5월 2일     |      |
| 윤증(尹拯)     | 숙종 35년(1709년) 1월 16일   | 숙종 36년(1710년) 3월 15일    |      |
| 김창집         | 숙종 36년(1710년) 3월 26일   | 숙종 37년(1711년) 4월 19일    |      |
| 조상우(趙相愚) | 숙종 37년(1711년) 4월 19일   | 숙종 38년(1712년) 5월 30일    |      |
| 김창집         | 숙종 38년(1712년) 9월 26일   | 숙종 38년(1712년) 10월 25일   |      |
| 김우항(金宇杭) | 숙종 39년(1713년) 7월 6일    | 숙종 42년(1716년) 1월 9일     |      |
| 이이명         | 숙종 42년(1716년) 10월 20일  | 숙종 43년(1717년) 5월 12일    |      |
| 권상하(權尙夏) | 숙종 43년(1717년) 5월 12일   | 숙종 43년(1717년) 10월 4일    |      |
| 조태채(趙泰采) | 숙종 43년(1717년) 10월 4일   | 숙종 44년(1718년) 8월 4일     |      |
| 이건명(李健命) | 숙종 44년(1718년) 8월 9일    | -                             |      |

### 경종
| 성명           | 취임                          | 퇴임                        | 비고            |
| -------------- | ----------------------------- | --------------------------- | --------------- |
| 조태구(趙泰耉) | 경종 즉위년(1720년) 10월 13일 | 경종 원년(1721년) 12월 11일 | 좌의정에 제수됨 |
| 최석항(崔錫恒) | 경종 원년(1721년) 12월 19일   | 경종 3년(1723년) 8월 20일   | 좌의정에 제수됨 |
| 이광좌(李光佐) | 경종 3년(1723년) 8월 20일     | -                           | 좌의정이 됨     |

### 영조
| 성명           | 취임                         | 퇴임                         | 비고 |
| -------------- | ---------------------------- | ---------------------------- | ---- |
| 이광좌(李光佐) | -                            | 영조 즉위년(1724년) 9월 21일 |      |
| 유봉휘(柳鳳輝) | 영조 즉위년(1724년) 9월 21일 | 영조 즉위년(1724년) 10월 3일 |      |
| 조태억(趙泰億) | 영조 즉위년(1724년) 10월 3일 | 영조 1년(1725년) 1월         |      |
| 정호(鄭澔)     | 영조 1년(1725년) 2월 2일     | 영조 1년(1725년) 3월 3일     |      |
| 민진원(閔鎭遠) | 영조 1년(1725년) 3월 3일     | 영조 1년(1725년) 4월 23일    |      |
| 이관명(李觀命) | 영조 1년(1725년) 4월 23일    |                              |      |
| 홍치중(洪致中) | 영조 2년(1726년) 1월 6일     |                              |      |
| 조도빈(趙道彬) | 영조 2년(1726년) 5월 13일    | 영조 3년(1727년) 윤3월 18일  |      |
| 이의현(李宜顯) | 영조 3년(1727년) 5월 2일     |                              |      |
| 홍치중         | 영조 3년(1727년) 7월 1일     |                              |      |
| 심수현(沈壽賢) | 영조 3년(1727년) 10월 7일    |                              |      |
| 오명항(吳命恒) | 영조 4년(1728년) 6월 10일    | 영조 4년(1728년) 9월 10일    |      |
| 이태좌(李台佐) | 영조 4년(1728년) 12월 11일   | 영조 5년(1729년) 6월 6일     |      |
| 이집(李㙫)     | 영조 5년(1729년) 6월 6일     | 영조 6년(1730년) 8월 16일    |      |
| 조문명(趙文命) | 영조 6년(1730년) 8월 16일    | 영조 8년(1732년) 5월 25일    |      |
| 서명균(徐命均) | 영조 8년(1732년) 5월 25일    | 영조 8년(1732년) 12월 26일   |      |
| 김흥경(金興慶) | 영조 8년(1732년) 12월 26일   | 영조 11년(1735년) 11월 20일  |      |
| 김재로(金在魯) |                              | 영조 11년(1735년) 11월 20일  |      |
| 송인명(宋寅明) | 영조 11년(1735년) 11월 20일  |                              |      |
| 송인명         | 영조 13년(1737년) 6월 12일   | 영조 13년(1737년) 8월 11일   |      |
| 송인명         | 영조 13년(1737년) 8월 12일   | 영조 15년(1739년) 8월 30일   |      |
| 유척기(兪拓基) | 영조 15년(1739년) 8월 30일   | 영조 16년(1740년) 5월 19일   |      |
| 송인명         | 영조 16년(1740년) 5월 25일   | 영조 16년(1740년) 10월 2일   |      |
| 조현명(趙顯命) | 영조 16년(1740년) 10월 2일   | 영조 17년(1741년) 8월 11일   |      |
| 조현명         | 영조 17년(1741년) 8월 20일   | 영조 22년(1746년) 윤3월 27일 |      |
| 조현명         | 영조 22년(1746년) 5월 20일   | 영조 22년(1746년) 9월 6일    |      |
| 정석오(鄭錫五) | 영조 22년(1746년) 9월 6일    | 영조 22년(1746년) 11월 30일  |      |
| 민응수(閔應洙) | 영조 22년(1746년) 11월 30일  | 영조 23년(1747년) 8월 27일   |      |
| 민응수         | 영조 23년(1747년) 10월 9일   |                              |      |
| 김약로(金若魯) | 영조 25년(1749년) 8월 24일   | 영조 25년(1749년) 12월 13일  |      |
| 정우량(鄭羽良) | 영조 25년(1749년) 12월 13일  |                              |      |
| 이천보(李天輔) | 영조 28년(1752년) 6월 11일   | 영조 28년(1752년) 9월 2일    |      |
| 김상로(金尙魯) | 영조 28년(1752년) 9월 3일    | 영조 29년(1753년) 8월 14일   |      |
| 조재호(趙載浩) | 영조 30년(1754년) 1월 21일   | 영조 32년(1756년) 3월 17일   |      |
| 신만(申晩)     | 영조 32년(1756년) 5월 7일    | 영조 33년(1757년) 8월 28일   |      |
| 신만           | 영조 33년(1757년) 9월 3일    | 영조 34년(1758년) 8월 15일   |      |
| 이후(李𪻶)     | 영조 34년(1758년) 8월 15일   |                              |      |
| 신만           | 영조 35년(1759년) 1월 21일   | 영조 35년(1759년) 5월 7일    |      |
| 이후           | 영조 35년(1759년) 5월 7일    |                              |      |
| 민백상(閔百祥) | 영조 35년(1759년) 12월 29일  | 영조 37년(1761년) 2월 15일   |      |
| 홍봉한(洪鳳漢) |                              | 영조 37년(1761년) 8월 26일   |      |
| 정휘량(鄭翬良) | 영조 37년(1761년) 8월 26일   |                              |      |
| 윤동도(尹東度) | 영조 37년(1761년) 9월 27일   | 영조 38년(1762년) 윤5월 2일  |      |
| 윤동도         | 영조 38년(1762년) 윤5월 7일  | 영조 38년(1762년) 9월 17일   |      |
| 윤동도         | 영조 38년(1762년) 9월 20일   | 영조 39년(1763년) 6월 16일   |      |
| 윤동도         | 영조 39년(1763년) 6월 17일   |                              |      |
| 김상복(金相福) | 영조 39년(1763년) 7월 4일    | 영조 41년(1765년) 4월 25일   |      |
| 김상복         | 영조 41년(1765년) 5월 9일    |                              |      |
| 김치인(金致仁) | 영조 41년(1765년) 7월 2일    | 영조 42년(1766년) 4월 16일   |      |
| 김치인         | 영조 42년(1766년) 4월 19일   |                              |      |
| 서지수(徐志修) | 영조 42년(1766년) 6월 23일   | 영조 42년(1766년) 7월 11일   |      |
| 김치인         | 영조 42년(1766년) 7월 27일   | 영조 42년(1766년) 9월 12일   |      |
| 김양택(金陽澤) | 영조 42년(1766년) 10월 25일  |                              |      |
| 김상철(金尙喆) | 영조 42년(1766년) 12월 9일   |                              |      |
| 김상철         | 영조 43년(1767년) 3월 19일   |                              |      |
| 김상철         | 영조 43년(1767년) 6월 27일   |                              |      |
| 김상철         | 영조 43년(1767년) 8월 9일    | 영조 44년(1768년) 3월 23일   |      |
| 한익모(韓翼謩) |                              | 영조 44년(1768년) 6월 10일   |      |
| 이창의(李昌誼) | 영조 44년(1768년) 6월 14일   |                              |      |
| 이창의         | 영조 44년(1768년) 11월 6일   |                              |      |
| 김상철         | 영조 44년(1768년) 11월 8일   |                              |      |
| 김상철         | 영조 47년(1771년) 4월 27일   |                              |      |
| 한익모         |                              |                              |      |
| 김상철         |                              |                              |      |
| 이창의         | 영조 48년(1772년) 3월 25일   | 영조 48년(1772년) 3월 27일   |      |
| 이은(李溵)     | 영조 48년(1772년) 3월 27일   |                              |      |
| 이은           | 영조 48년(1772년) 5월 29일   |                              |      |
| 한익모         | 영조 48년(1772년) 7월 5일    |                              |      |
| 이은           |                              |                              |      |
| 신회           | 영조 48년(1772년) 7월 16일   | 영조 48년(1772년) 7월 28일   |      |
| 이은           | 영조 48년(1772년) 7월 28일   | 영조 48년(1772년) 8월 2일    |      |
| 이사관(李思觀) | 영조 48년(1772년) 8월 2일    |                              |      |
| 원인손(元仁孫) | 영조 48년(1772년) 8월 20일   |                              |      |
| 이사관         | 영조 48년(1772년) 10월 5일   |                              |      |
| 원인손         | 영조 48년(1772년) 11월 22일  | 영조 48년(1772년) 11월 22일  |      |
| 이은           |                              |                              |      |
| 이사관         |                              | 영조 49년(1773년) 1월 13일   |      |
| 이사관         | 영조 49년(1773년) 1월 20일   |                              |      |
| 원인손         | 영조 49년(1773년) 1월 28일   | 영조 49년(1773년) 윤3월 13일 |      |
| 이사관         | 영조 49년(1773년) 윤3월 13일 |                              |      |
| 원인손         | 영조 49년(1773년) 4월 14일   |                              |      |
| 이은           |                              | 영조 50년(1774년) 6월 28일   |      |
| 원인손         |                              | 영조 50년(1774년) 6월 28일   |      |
| 이사관         | 영조 50년(1774년) 6월 28일   |                              |      |
| 홍인한(洪麟漢) | 영조 50년(1774년) 12월 7일   | 영조 51년(1775년) 7월 1일    |      |
| 이사관         | 영조 52년(1776년) 1월 15일   | 영조 52년(1776년) 2월 16일   |      |
| 이은           | 영조 52년(1776년) 3월 2일    |                              |      |

### 정조
| 성명           | 취임                         | 퇴임                         | 비고 |
| -------------- | ---------------------------- | ---------------------------- | ---- |
| 이은           | -                            | 정조 즉위년(1776년) 3월 28일 |      |
| 정존겸(鄭存謙) | 정조 즉위년(1776년) 4월 11일 | 정조 즉위년(1776년) 6월 25일 |      |
| 정존겸         | 정조 즉위년(1776년) 6월 26일 | 정조 1년(1777년) 5월 28일    |      |
| 서명선(徐命善) | 정조 1년(1777년) 5월 28일    | 정조 2년(1778년) 6월 11일    |      |
| 정홍순(鄭弘淳) | 정조 2년(1778년) 6월 11일    | 정조 2년(1778년) 11월 12일   |      |
| 정홍순         | 정조 2년(1778년) 11월 15일   |                              |      |
| 홍낙순(洪樂純) | 정조 3년(1779년) 9월 20일    | 정조 3년(1779년) 9월 29일    |      |
| 이휘지(李徽之) | 정조 4년(1780년) 2월 14일    | 정조 5년(1781년) 1월 28일    |      |
| 이휘지         | 정조 5년(1781년) 2월 2일     | 정조 5년(1781년) 6월 17일    |      |
| 이휘지         | 정조 5년(1781년) 12월 9일    | 정조 6년(1782년) 1월 21일    |      |
| 이복원(李福源) | 정조 6년(1782년) 1월 22일    |                              |      |
| 김익(金熤)     | 정조 6년(1782년) 8월 3일     | 정조 7년(1783년) 3월 24일    |      |
| 이복원         | 정조 7년(1783년) 6월 2일     |                              |      |
| 김익           | 정조 8년 1월 9일             | 정조 8년(1784년) 11월 2일    |      |
| 김익           | 정조 10년 7월 21일           | 정조 11년(1787년) 1월 15일   |      |
| 조경(趙璥)     | 정조 11년(1787년) 1월 15일   | 정조 11년(1787년) 2월 7일    |      |
| 조경           | 정조 11년(1787년) 2월 22일   |                              |      |
| 유언호(兪彦鎬) | 정조 11년(1787년) 2월 25일   | 정조 11년(1787년) 4월 13일   |      |
| 유언호         | 정조 11년(1787년) 4월 15일   | 정조 12년(1788년) 2월 8일    |      |
| 이성원(李性源) | 정조 12년(1788년) 2월 8일    | 정조 12년(1788년) 2월 11일   |      |
| 채제공(蔡濟恭) | 정조 12년(1788년) 2월 11일   | 정조 13년(1789년) 9월 27일   |      |
| 김종수(金鍾秀) | 정조 13년(1789년) 9월 27일   | 정조 14년(1790년) 1월 18일   |      |
| 김종수         | 정조 14년(1790년) 3월 20일   |                              |      |
| 박종악(朴宗岳) | 정조 16년(1792년) 1월 21일   | 정조 16년(1792년) 윤4월 17일 |      |
| 박종악         | 정조 16년(1792년) 5월 22일   | 정조 16년(1792년) 5월 24일   |      |
| 김이소(金履素) | 정조 16년(1792년) 10월 10일  |                              |      |
| 김희(金憙)     | 정조 17년(1793년) 6월 22일   | 정조 18년(1794년) 2월 12일   |      |
| 이병모(李秉模) | 정조 18년(1794년) 4월 28일   | 정조 18년(1794년) 5월 25일   |      |
| 이병모         | 정조 18년(1794년) 6월 1일    | 정조 19년(1795년) 1월 26일   |      |
| 채제공         | 정조 19년(1795년) 1월 26일   | 정조 19년(1795년) 12월 16일  |      |
| 윤시동(尹蓍東) | 정조 19년(1795년) 12월 16일  | 정조 21년(1797년) 2월 18일   |      |
| 이병모         | 정조 21년(1797년) 3월 16일   | 정조 22년(1798년) 8월 28일   |      |
| 심환지(沈煥之) | 정조 22년(1798년) 8월 28일   |                              |      |
| 이시수(李時秀) | 정조 23년(1799년) 4월 3일    |                              |      |
| 서용보(徐龍輔) | 정조 24년(1800년) 6월 29일   | -                            |      |

### 순조
| 성명           | 취임                         | 퇴임                        | 비고 |
| -------------- | ---------------------------- | --------------------------- | ---- |
| 서용보         | -                            | 순조 2년(1802년) 10월 27일  |      |
| 김관주(金觀柱) | 순조 2년(1802년) 10월 27일   | 순조 4년(1804년) 7월 10일   |      |
| 이경일(李敬一) | 순조 4년(1804년) 7월 13일    | 순조 5년(1805년) 10월 15일  |      |
| 김재찬(金載瓚) | 순조 5년(1805년) 10월 15일   | 순조 5년(1805년) 12월 6일   |      |
| 김달순(金達淳) | 순조 5년(1805년) 12월 7일    | 순조 6년(1806년) 1월 20일   |      |
| 서용보         | 순조 6년(1806년) 4월 5일     | 순조 7년(1807년) 7월 29일   |      |
| 김재찬         | 순조 7년(1807년) 7월 29일    | 순조 8년(1808년) 윤5월 5일  |      |
| 김사목(金思穆) | 순조 8년(1808년) 윤5월 5일   | 순조 17년(1817년) 7월 24일  |      |
| 남공철(南公轍) | 순조 17년(1817년) 7월 25일   |                             |      |
| 임한호(林漢浩) | 순조 21년(1821년) 4월 24일   | 순조 23년(1823년) 3월 30일  |      |
| 이서구(李書九) | 순조 24년(1824년) 9월 22일   |                             |      |
| 심상규(沈象奎) | 순조 25년(1825년) 10월 12일  |                             |      |
| 이존수(李存秀) | 순조 27년(1827년) 윤5월 19일 | 순조 28년(1828년) 2월 11일  |      |
| 정만석(鄭晩錫) | 순조 29년(1829년) 12월 19일  | 순조 30년(1830년) 11월 21일 |      |
| 김이교(金履喬) | 순조 31년(1831년) 1월 19일   | 순조 32년(1832년) 7월 30일  |      |
| 심상규         | 순조 33년(1833년) 4월 24일   | 순조 33년(1833년) 5월 16일  |      |
| 박종훈(朴宗薰) | 순조 34년(1834년) 7월 9일    | -                           |      |

### 헌종
| 성명           | 취임                       | 퇴임                       | 비고 |
| -------------- | -------------------------- | -------------------------- | ---- |
| 박종훈         | -                          | 헌종 3년(1837년) 2월 19일  |      |
| 이지연(李止淵) | 헌종 3년(1837년) 10월 20일 | 헌종 5년(1839년) 10월 21일 |      |
| 조인영(趙寅永) | 헌종 5년(1839년) 10월 21일 |                            |      |
| 정원용(鄭元容) | 헌종 7년(1841년) 5월 29일  |                            |      |
| 권돈인(權敦仁) | 헌종 8년(1842년) 11월 11일 |                            |      |
| 김도희(金道喜) | 헌종 9년(1843년) 10월 26일 |                            |      |
| 박회수(朴晦壽) | 헌종 11년(1845년) 1월 11일 |                            |      |

### 철종
| 성명           | 취임                       | 퇴임                      | 비고 |
| -------------- | -------------------------- | ------------------------- | ---- |
| 권돈인         | 철종 1년(1850년) 10월 6일  |                           |      |
| 박영원(朴永元) | 철종 2년(1851년) 2월 2일   |                           |      |
| 이헌구(李憲球) | 철종 3년(1852년) 1월 15일  |                           |      |
| 김좌근(金左根) | 철종 3년(1852년) 4월 26일  | 철종 4년(1853년) 2월 25일 |      |
| 조두순(趙斗淳) | 철종 4년(1853년) 6월 1일   |                           |      |
| 박회수         | 철종 6년(1855년) 2월 1일   |                           |      |
| 조두순         | 철종 8년(1857년) 2월 1일   | 철종 9년(1858년) 4월 1일  |      |
| 박회수         | 철종 10년(1859년) 5월 5일  |                           |      |
| 조두순         | 철종 11년(1860년) 3월 23일 |                           |      |

### 고종
| 성명   | 취임                         | 퇴임                         | 비고 |
| ------ | ---------------------------- | ---------------------------- | ---- |
| 이경재 | 고종 1년(1864년) 1월 2일     | 고종 1년(1864년) 6월 7일     |      |
| 임백경 | 고종 1년(1864년) 6월 7일     | 고종 2년(1865년) 2월 27일    |      |
| 류후조 | 고종 3년(1866년) 1월 4일     | 고종 4년(1867년) 5월 18일    |      |
| 홍순목 | 고종 6년(1869년) 1월 22일    | 고종 9년(1872년) 10월 12일   |      |
| 한계원 | 고종 9년(1872년) 10월 12일   | 고종 10년(1873년) 11월 11일  |      |
| 박규수 | 고종 10년(1873년) 12월 2일   | 고종 11년(1874년) 9월 26일   |      |
| 김병국 | 고종 11년(1874년) 12월 17일  | 고종 15년(1878년) 6월 20일   |      |
| 민규호 | 고종 15년(1878년) 10월 7일   | 고종 15년(1878년) 10월 15일  |      |
| 서당보 | 고종 18년(1881년) 12월 19일  | 고종 19년(1882년) 1월 12일   |      |
| 송근수 | 고종 19년(1882년) 1월 12일   | 고종 19년(1882년) 1월 13일   |      |
| 신응조 | 고종 19년(1882년) 6월 10일   | 고종 19년(1882년) 6월 29일   |      |
| 김병덕 | 고종 20년(1883년) 3월 17일   | 고종 21년(1884년) 6월 5일    |      |
| 심순택 | 고종 21년(1884년) 8월 19일   | 고종 21년(1884년) 10월 19일  |      |
| 김홍집 | 고종 21년(1884년) 10월 20일  | 고종 21년(1884년) 10월 21일  |      |
| 김병시 | 고종 21년(1884년) 10월 21일  | 고종 22년(1885년) 3월 2일    |      |
| 김유연 | 고종 23년(1886년) 8월 28일   | 고종 24년(1887년) 4월 15일   |      |
| 조병세 | 고종 26년(1889년) 10월 7일   | 고종 27년(1890년) 10월 26일  |      |
| 정범조 | 고종 27년(1890년) 12월 10일  | 고종 28년(1891년) 10월 5일   |      |
| 정범조 | 고종 29년(1892년) 1월 18일   | 고종 29년(1892년) 6월 3일    |      |
| 조병세 | 고종 29년(1892년) 6월 27일   | 고종 29년(1892년) 윤6월 13일 |      |
| 정범조 | 고종 29년(1892년) 윤6월 17일 | 고종 29년(1892년) 10월 6일   |      |
| 정범조 | 고종 29년(1892년) 10월 23일  | 고종 30년(1893년) 6월 8일    |      |
| 정범조 | 고종 31년(1894년) 4월 30일   | 고종 31년(1894년) 7월 5일    |      |

## 추서된 우의정
- 황신(黃愼, 1560 ~ 1617)은 조선의 문신이다.

## 같이 보기
- 의정부
- 영의정
- 좌의정